# Peter Dempf
Peter Otto Dempf (* 9. Juli 1959 in Augsburg) ist ein deutscher Autor, der auch unter dem Pseudonym Jan Hoffmann schreibt.

## Leben
Peter Dempf wurde 1959 in Augsburg geboren. Er besuchte das Jakob-Fugger-Gymnasium und lebte danach von Gelegenheitsjobs. Schließlich studierte er in München und Mannheim Deutsch, Sozialkunde und Geschichte und absolvierte beide Staatsexamen für das Lehramt an Gymnasien. Zur selben Zeit begann er seine Arbeit als Schriftsteller. Nach seiner Heirat und der Geburt seines ersten Kindes arbeitete er als Lehrer am städtischen Adolf-Weber-Gymnasium in München. Während dieser Zeit gelang ihm auch der Durchbruch als Schriftsteller mit Arbeiten für den Bayerischen Rundfunk und verschiedene größere deutsche Verlage wie Lübbe, Random House-Bertelsmann, sowie Droemer. 2005 wechselte er als Seminarlehrer für Geschichte an das Justus-von-Liebig-Gymnasium in Neusäß bei Augsburg.
Dempf lebt mit seiner Frau und vier Kindern in Stadtbergen bei Augsburg.

## Auszeichnungen
- 1989 – Kunstförderpreis der Stadt Augsburg für Literatur
- 1999 – Literaturpreis Irseer Pegasus
- 2001 – Kunstpreis des Landkreises Augsburg
- 2005 – Schwäbischer Literaturpreis (3. Preis)
- 2008 – Kurzdramapreis „Augsburger Quickies“ (1. Preis)

## Werke
Kinder- und Jugendliteratur
- Ein Traumfänger für dich. Ars Edition, München 2007, ISBN 978-3-7607-2452-2.
- Die Abenteuer der Rabenbande. Verlag Wißner, Augsburg 2006/10 (3 Bde.)

1. Lukullus und die Münzfälscher. 2006, ISBN 978-3-89639-561-0.
2. Verrat an Bischof Ulrich. 2006, ISBN 978-3-89639-562-7.
3. Spione in der Textilfabrik. 2010, ISBN 978-3-89639-782-9.

Romane
- Das Geheimnis des Hieronymus Bosch. Roman. Eichborn Verlag, Frankfurt/M. 1999, ISBN 3-8218-0389-4.[3]
- Sagenhaftes Augsburg. Geschichten einer Stadt. Verlag Wißner, Augsburg 2000, ISBN 3-89639-227-1.[4]
- Der Teufelsvogel. Roman. Goldmann, München 2002, ISBN 3-442-45111-6 (früherer Titel: Der Teufelsvogel des Salomon Idler).[5]
- Die Herrin der Wörter. Legenden von Phantasién. Droemer Knaur, München 2004, ISBN 3-426-19645-X.[6]
- Das Vermächtnis des Caravaggio. Roman. Goldmann, München 2004, ISBN 3-442-45579-0.[7]
- Mir ist so federleicht ums Herz. Ein Mozart Roman. Eichborn-Verlag, Frankfurt/M. 2004, ISBN 3-8218-0951-5.[8]
- Das Reichstagskomplott. Roman. Edition Widerwort, Stadtbergen 2004, ISBN 3-931526-12-7.
- Magritta. Selbstmord einer Schülerin. Verlag Wißner, Augsburg 2004, ISBN 3-89639-235-2.
- Das Amulett der Fuggerin. Historischer Roman. Lübbe, Bergisch Gladbach 2006, ISBN 978-3-7857-1572-7.[9]
- Die Botschaft der Novizin. Historischer Roman. Lübbe, Bergisch Gladbach 2008, ISBN 978-37857-1614-4.
- Die Sterndeuterin. Historischer Roman. Lübbe, Bergisch Gladbach 2007, ISBN 978-3-7857-1591-8.
- Die Judas-Verschwörung. Weltbild-Verlag, Augsburg 2007, ISBN 978-3-89897-645-9.[4]
- Das Haus der roten Dämonen. cbj, München 2010, ISBN 978-3-570-13753-6.
- Der Traum von Eldorado. Historischer Roman. Lübbe, Köln 2010, ISBN 978-3-7857-2410-1.[10]
- Fürstin der Bettler. Historischer Roman,  Bastei Lübbe, Köln 2013, ISBN 978-3-8387-1885-9
- Die Brunnenmeisterin. Historischer Roman, Bastei Lübbe, Köln 2016, ISBN 978-3-7325-2313-9
- Die Tochter des Klosterschmieds. Historischer Roman, Bastei Lübbe, Köln 2017, ISBN 978-3-4041-7594-9
- Das Gold der Fugger. Historischer Roman, Bastei Lübbe, Köln 2018, ISBN 978-3404177684.
- Die Geliebte des Kaisers. Historischer Roman, Bastei Lübbe, Köln 2020, ISBN 978-3404179459.
- Das Haus der Fugger. Historischer Roman, Bastei Lübbe, Köln 2021, ISBN 978-3404183128.
- Die Magd der Fugger. Historischer Roman, Bastei Lübbe, Köln 2021, ISBN 978-3404184903.
- Die Herrin der Farben. Historischer Roman, Bastei Lübbe, Köln 2023, ISBN 978-3404188642
- Die Tochter des Lechflößers. Historischer Roman, Bastei Lübbe, Köln 2024, ISBN 978-3404192373